# Povo sikuani
Os Sikuani, Jivi ou Jiwi, também conhecidos como "guahibos" são um povo originario dos Llanos, planície do Orinoco, entre os rios Meta, Guaviare e Arauca, nos departamentos colombianos de Vichada, Meta Arauca, Guaviare e Guainía, e no oeste da Venezuela oeste dos estados de Amazonas, e sul de Apure. São aproximadamente 67 mil pessoas, sendo 52 mil na Colômbia e 14 mil na Venezuela. Eles formam o maior grupo na área de influência do Orinoco. A sua língua faz parte da família guahibo.

## Economia
A caça com arco e flecha tem o prestígio tradicional, enquanto a pesca tem ganhado peso na alimentação diária na medida em que tem incorporado maciçamente o uso de anzóis e redes. É mantida a fabricação de canoas e jangadas e algumas comunidades têm motores de popa . Muitas famílias criam galinhas e porcos e algumas comunidades têm gado.
A semeadura, cuidado, colheita e processamento da mandioca amarga é a principal atividade da mulher, utilizando um espremedor de fibra ou sebucán (yobot) e vários cestos. Com a massa curada prepara-se uma tapioca e um a farofa, que sempre têm na mesa. Além da mandioca, cultivam banana, milho, arroz, tomate, batata-doce, inhame, pimenta, abacaxi e cana-de-açúcar. Embora a coleta de produtos silvestres tenda a diminuir, ela ainda é mantida.
Os homens continuam a ser hábeis tecelões e fazem redes de fibras de cumare e moriche, cestos, esteiras, flautas e sebucanos. As mulheres moldam budares de barro, essenciais para assar a massa de mandioca, e algumas ainda fazem potes, mucuras e pratos de barro.

## Cosmologia
Uns ovos apareceram. Do primeiro navegam o menino Kahujali, uma velha que cuidou dele, de Tsawaliwali e dos habitantes dos rios deu à luz a criança. Do segundo ovo originaram-se todos os animais terrestres, Tsamani e Liwinai, que caminhavam e corriam enquanto os outros dormiam. Do terceiro ovo emergiram os grandes animais voadores e as grandes árvores, a maior árvore de todas foi a Kaliawiri. Tsamani concedeu a medicina tradicional e assim o xamã (dopatubinü) pode se comunicar com ele inalando o yopo (dopa). Kutsikutsi descobriu e conseguiu derrubar, com a ajuda dos esquilos e das saúmas, a árvore Kaliawiri, da qual brotou a vida, todas as plantas comestíveis e cultiváveis e a solidariedade da comunidade ou Unuma. Kahuyali ensinou os processos da mandioca. Tsmani, Liwirnei, Batatuaba e Kahuyali ascenderam ao céu e podem ser vistos na constelação das Plêiades.